# SO Kawala
SO Kawala (gr. Σκακιστικός Όμιλος Καβάλας, Skakistikos Omilos Kawalas) – grecki klub szachowy z siedzibą w Kawali, siedmiokrotny mistrz kraju.

## Historia
Klub powstał w 1994 roku z połączenia lokalnych klubów szachowych w Kawali. W 1998 roku klub po raz pierwszy zdobył Puchar Grecji (trofeum to klub zdobył jeszcze w latach 1999, 2004, 2005, 2009, 2011, 2017 i 2024). Rok później klub zdobył pierwszy tytuł mistrza kraju. W 2001 roku SO Kawala zajął drugie miejsce w lidze. W 2005 roku szachiści klubu zdobyli drugi tytuł. Kolejny sezon rozgrywek krajowych zespół zakończył na drugiej pozycji. W latach 2008–2009 klub zdobył dwa mistrzowskie tytuły. W sezonie 2011 klub zdobył wicemistrzostwo Grecji, a w latach 2012–2014 zajął trzecie miejsce w lidze. W 2015 roku SO Kawala ponownie uzyskał tytuł wicemistrzowski, a rok później był trzeci. W 2017 roku uzyskano tytuł mistrzowski. W 2018 roku klub zajął trzecie miejsce w lidze, w 2019 roku – drugie, a w sezonie 2021 ponownie trzecie. W sezonie 2022 klub zdobył wicemistrzostwo kraju. W latach 2023–2024 SO Kawala zdobył mistrzostwo Grecji. Ponadto w 2024 roku klub wystąpił w Pucharze Europy. Zespół odniósł wówczas zwycięstwa z White Rose Chess Club, Crveną zvezdą, SK Nordkalotten, Lunds ASK i ŠK Dunajská Streda, a przegrał z Nagykanizsai SK i Ajka BSK. Dzięki tym rezultatom klub został sklasyfikowany na dziewiątym miejscu w rozgrywkach.

## Arcymistrzowie w historii klubu
- Alvar Alonso Rosell[20]
- Dejan Antić[21]
- Christos Banikas[22]
- Stelios Chalkias[22]
- Aleksandyr Dełczew[23]
- Efstratios Griwas[1]
- Pentala Harikrishna[24]
- Gata Kamski[25]
- Wasilios Kotronias[26]
- Dimitrios Mastrowasilis[25]
- Janis Papadopulos[27]
- Joanis Papaioanu[24]
- Antonios Pawlidis[23]
- Ivan Šarić[28]
- Panayappan Sethuraman[29]
- Spiridon Skiembris[22]
- Andriej Sokołow[22]
- Jewgienij Tomaszewski[30]